# Emilie Haavi
Emilie Haavi (Bærum, 16 juni 1992) is een voetbalspeelster uit Noorwegen. Ze speelt als aanvaller voor AS Roma in de Serie A.

## Clubcarrière
Haavi speelde in haar jeugdjaren voor Stabæk en maakte voor Røa IL haar debuut in de Toppserien, het hoogste vrouwenvoetbalniveau van Noorwegen. Van 2009 tot 2012 kwam Haavi uit voor Røa IL alvorens ze overstapte naar de Noorse topclub LSK Kvinner. Hier was ze als speelster actief van 2013 tot 2016.
Op 31 oktober 2016 voltooide Haavi haar overgang naar het Amerikaanse Boston Breakers, waarmee ze actief was in de NWSL. Na minder dan een jaar kwam Haavi en Boston Breakers een contractontbinding overeen zodat Haavi kon terugkeren naar Noorwegen doordat ze last had van heimwee. Haavi keerde op 15 augustus 2017 officieel terug bij LSK Kvinner.
Na vier seizoen in Lillestrøm te hebben gevoetbald, ging Haavi een nieuw buitenlands avontuur aan bij het Italiaanse AS Roma. In haar tweede seizoen in de Italiaanse hoofdstad won Haavi de "Scudetto" door zowel kampioen te worden als de beker te winnen. Ook werd ze most valuable player dat seizoen. In het seizoen 2023/24 won Haavi opnieuw de "Scudetto".

## Statistieken
| Seizoen | Club            | Land             | Competitie | Wedstrijden | Doelpunten |
| ------- | --------------- | ---------------- | ---------- | ----------- | ---------- |
| 2009    | Røa IL          | Noorwegen        | Toppserien | 0           | 0          |
| 2010    | Røa IL          | Noorwegen        | Toppserien | ?           | 14         |
| 2011    | Røa IL          | Noorwegen        | Toppserien | 21          | 16         |
| 2012    | Røa IL          | Noorwegen        | Toppserien | 14          | 5          |
| 2013    | LSK Kvinner     | Noorwegen        | Toppserien | 19          | 12         |
| 2014    | LSK Kvinner     | Noorwegen        | Toppserien | 22          | 16         |
| 2015    | LSK Kvinner     | Noorwegen        | Toppserien | 22          | 9          |
| 2016    | LSK Kvinner     | Noorwegen        | Toppserien | 21          | 13         |
| 2017    | Boston Breakers | Verenigde Staten | NSWL       | 7           | 0          |
| 2017    | LSK Kvinner     | Noorwegen        | Toppserien | 9           | 3          |
| 2018    | LSK Kvinner     | Noorwegen        | Toppserien | 22          | 7          |
| 2019    | LSK Kvinner     | Noorwegen        | Toppserien | 10          | 2          |
| 2020    | LSK Kvinner     | Noorwegen        | Toppserien | 18          | 5          |
| 2021    | LSK Kvinner     | Noorwegen        | Toppserien | 18          | 13         |
| 2021/22 | AS Roma         | Italië           | Serie A    | 6           | 3          |
| 2022/23 | AS Roma         | Italië           | Serie A    | 25          | 8          |
| 2023/24 | AS Roma         | Italië           | Serie A    | 25          | 3          |
| 2024/25 | AS Roma         | Italië           | Serie A    | 19          | 3          |
| Totaal  | Totaal          | Totaal           | Totaal     | 278         | 132        |

Laatste update: 9 maart 2025

## Interlandcarrière
Haavi maakte in 2010 haar debuut voor de Noorse nationale ploeg. Een jaar later maakte ze haar opwachting op het WK 2011 in Duitsland. In het groepsfaseduel tegen Equatoriaal-Guinee op 29 juni 2011 maakte Haavi haar eerste doelpunt op een WK. In hetzelfde jaar was Haavi ook actief bij Noorwegen -19 maar kon ze niet deelnemen aan het EK -19 door haar deelname aan het WK. In 2013 werd Haavi ook opgenomen in de Noorse selectie door bondscoach Even Pellerud voor het EK 2013 in Zweden. Op dit eindtoernooi haalde Noorwegen de finale, waar in de Friends Arena verloren werd van Duitsland en Haavi de hele wedstrijd op de bank bleef. Haavi werd ook opgenomen in de Noorse selectie op het WK 2015.
Haavi werd op 19 juni 2023 opgenomen in de Noorse selectie op het WK 2023.